# (4129) Richelen
(4129) Richelen est un astéroïde de la ceinture principale.

## Description
(4129) Richelen est un astéroïde de la ceinture principale. Il fut découvert le 22 février 1988 à Siding Spring par Robert H. McNaught. Il présente une orbite caractérisée par un demi-grand axe de 2,56 UA, une excentricité de 0,25 et une inclinaison de 7,1° par rapport à l'écliptique.

## Compléments